# Aberdeen, South Dakota
Aberdeen är en stad (city) i Brown County i delstaten South Dakota i USA. Staden hade 28 495 invånare, på en yta av 42,98 km² (2020). Aberdeen är administrativ huvudort (county seat) i Brown County.